# Reginald Brooks-King
Reginald Brooks-King, född 27 augusti 1861, död 19 september 1938, var en brittisk bågskytt. Han deltog vid olympiska sommarspelen 1908.